# Ravnice Desinićke
Ravnice Desinićke is een plaats in de gemeente Desinić in de Kroatische provincie Krapina-Zagorje. De plaats telt 202 inwoners (2001).